# Sóviet
Un sóviet o soviet (en ruso: Сове́т, «consejo», "comité", "comisión") eran organizaciones políticas y organismos gubernamentales del Imperio ruso tardío, principalmente asociados con la Revolución rusa, que dieron el nombre a la Unión Soviética. Los sóviets eran la principal forma de gobierno en la RSFS de Rusia, Majnóvschina, y en mucha menor medida estaban activos en el Gobierno provisional ruso. También puede significar cualquier consejo obrero que sea socialista, como los sóviets irlandeses o las Comisiones Obreras en España. Los sóviets no necesitaban inherentemente adherirse a la ideología de la Unión Soviética.

## Imperio ruso

### Consejos obreros

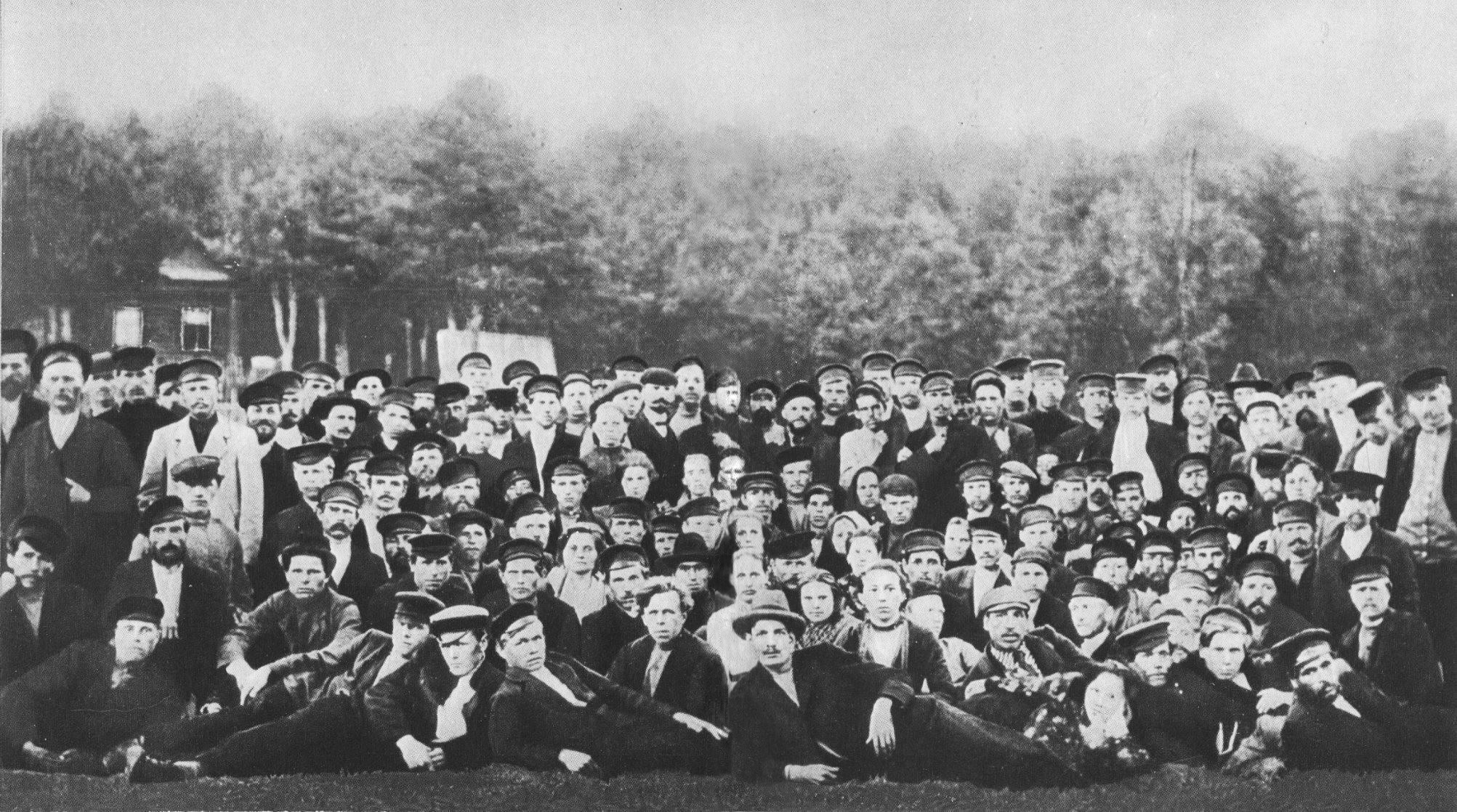
Diputados del primer soviet, 1905.

Según la historiografía oficial de la Unión Soviética, el primer consejo obrero (sóviet) se formó en mayo de 1905 en Ivanovo (noreste de Moscú) durante la Revolución Rusa de 1905 (sóviet de Ivanovsky). Sin embargo, en sus memorias, el anarquista ruso Volin afirma que fue testigo de los comienzos del soviet de San Petersburgo en enero de 1905. Los trabajadores rusos estaban organizados en gran medida a principios del siglo XX, lo que llevó a un liderazgo sindical patrocinado por el gobierno.
En 1905, cuando la Guerra Ruso-Japonesa (1904-1905) aumentó la presión sobre la producción industrial rusa, los trabajadores comenzaron a declararse en huelga y rebelarse. Los sóviets representaron un movimiento obrero autónomo, que se liberó de la supervisión del gobierno sobre los sindicatos de trabajadores y jugó un papel importante en la Revolución Rusa de 1905. Surgieron sóviets en todos los centros industriales de Rusia, por lo general organizando reuniones a nivel de fábrica. Estos sóviets desaparecieron después de la revolución de 1905, pero resurgieron bajo la dirección socialista durante las revoluciones de 1917.
Los sóviets surgieron como organismos inclusivos para dirigir a los trabajadores, organizar huelgas y luchar política y militarmente contra el gobierno del Imperio Ruso principalmente a través de la acción directa, siendo los principales actores izquierdistas no totalitarios, incluidos socialistas revolucionarios y anarquistas, ya que el partido de Lenin era una minoría. Durante este tiempo, establecieron cooperativas de trabajadores menores, aunque las operaciones fueron menores debido a la represión rusa contra las organizaciones de izquierda.

## Revolución rusa
Las organizaciones populares que surgieron durante la Revolución de Febrero se denominaron "Consejos de Diputados Obreros y Soldados". Se suponía que estos organismos mantendrían las cosas unidas bajo el gobierno provisional hasta que pudiera tener lugar la elección de una asamblea constituyente; en cierto sentido, eran comités de vigilancia diseñados para protegerse contra la contrarrevolución. El sóviet de Petrogrado de 4000 miembros fue el más importante de ellos, debido a su posición en la capital y su influencia sobre la guarnición.
Al comienzo de la Revolución, estos sóviets estaban bajo el control del Partido Social-Revolucionario, e incluso los mencheviques tenían una mayor proporción de representantes electos que los bolcheviques. A medida que la Primera Guerra Mundial continuaba y los rusos se enfrentaban a una derrota tras otra, y el gobierno provisional demostró ser inadecuado para establecer la paz social o llegar a un fin de las hostilidades contra los Imperios Centrales, los bolcheviques comenzaron a ganar apoyo. Gradualmente, los bolcheviques dominaron con una dirección que exigía "todo el poder para los sóviets".
Los bolcheviques prometieron a los trabajadores un gobierno dirigido por consejos de trabajadores para derrocar al principal órgano de gobierno de la burguesía: el Gobierno Provisional. En octubre de 1917, el gobierno provisional fue derrocado, dando todo el poder a los sóviets. John Reed, un testigo presencial estadounidense de la Revolución de Octubre, escribió: "Hasta febrero de 1918, cualquiera podía votar por delegados a los sóviets. Incluso si la burguesía se hubiera organizado y exigido representación en los sóviets, se la habrían otorgado. Por ejemplo, durante la régimen del Gobierno Provisional había representación burguesa en el soviet de Petrogrado: un delegado de la Unión de Hombres Profesionales que comprendía médicos, abogados, maestros, etc.
De manera similar, León Trotski escribió en Terrorismo y comunismo (1920) que “En Petrogrado, en noviembre de 1917, también elegimos una Comuna (Consejo Municipal) sobre la base de la votación más democrática, sin limitaciones para la burguesía. Estas elecciones, siendo boicoteadas por los partidos burgueses, nos dio una aplastante mayoría. El Consejo elegido democráticamente se sometió voluntariamente al Sóviet de Petrogrado... el Gobierno soviético no puso ningún obstáculo en el camino de los partidos burgueses; y si los kadetes, los eseristas y los mencheviques, que tenían su prensa que abiertamente pedía el derrocamiento del gobierno soviético, boicotearon las elecciones, fue solo porque en ese momento todavía esperaban acabar pronto con nosotros con la ayuda de la fuerza armada... Si la burguesía de Petrogrado hubiera de no haber boicoteado las elecciones municipales, sus representantes habrían entrado en el Consejo de Petrogrado, habrían permanecido allí hasta el primer levantamiento socialrevolucionario y cadete, después del cual... probablemente podrían haber sido arrestados si no abandonaban el Consejo a tiempo, como lo hicieron en cierto momento los miembros burgueses de la Comuna de París".
Vladimir Lenin escribió que los sóviets eran originalmente entidades políticamente abiertas e inclusivas, escribiendo en La revolución proletaria y el renegado Kautsky (1918) que "la privación de derechos de la burguesía no es una característica necesaria e indispensable de la dictadura del proletariado. Y en Rusia, los bolcheviques, que mucho antes de octubre lanzaron la consigna de la dictadura del proletariado, no dijeron nada de antemano sobre la privación de derechos de los explotadores. Este aspecto de la dictadura no apareció "según el plan" de ningún partido en particular; surgió por sí misma en el curso de la lucha ... incluso cuando los mencheviques (que se comprometieron con la burguesía) todavía gobernaban los sóviets, la burguesía se separó de los sóviets por su propia voluntad, los boicoteó, se opuso a ellos. intrigaron contra ellos. Los sóviets surgieron sin ninguna constitución y existieron sin ella durante más de un año (desde la primavera de 1917 al verano de 1918). La furia de la burguesía contra esta organización independiente y omnipotente (porque lo abarcaba todo) de los oprimidos; la lucha, la lucha sin escrúpulos, egoísta y sórdida, que la burguesía libró contra los sóviets; y, por último, la participación abierta de la burguesía (desde los demócratas constitucionalistas hasta los socialistas de derecha-revolucionarios, desde Pavel Milyukov hasta Alexander Kerensky) en el motín de Kornilov, todo esto allanó el camino para la exclusión formal de la burguesía de los sóviets".
Los bolcheviques y sus aliados presentaron un programa llamado "gobierno soviético". El sistema soviético fue descrito como "un tipo superior de estado" y "una forma superior de democracia" que "incitaría a las masas de trabajadores explotados a la tarea de hacer una nueva historia". Además, ofreció "a las masas trabajadoras oprimidas la oportunidad de participar activamente en la construcción libre de una nueva sociedad". Según Lenin, el autor de estas citas, el gobierno soviético "no es más que la forma organizada de la dictadura del proletariado". En marzo de 1918 se redactó un código de reglas que rigen las elecciones a los sóviets, pero las siguientes clases fueron descalificadas para votar: "Aquellos que emplean a otros con fines de lucro; aquellos que viven de ingresos no derivados de su propio trabajo: intereses del capital, empresas industriales o propiedad de la tierra; hombres de negocios privados, agentes, intermediarios; monjes y sacerdotes de todas las denominaciones; ex-empleados de los antiguos servicios policiales y miembros de la dinastía Romanov; lunáticos y criminales".
Con los sóviets de aldea y de fábrica como base, surgió una gran pirámide de sóviets de distrito, cantonales, de condado y regionales, cada uno con su soviet ejecutivo. Por encima de estos se encontraba el "Congreso de los Sóviets de Todas Las Rusias", que nombró un "Comité Ejecutivo Central Panruso" de no más de 200 miembros, que a su vez elige al "Consejo de Comisarios del Pueblo": el Ministerio. Comenzando con un mínimo de tres y un máximo de 50 miembros para las comunidades más pequeñas, el máximo para los sóviets de ciudad se fijó en 1000 miembros. El sistema soviético fue visto como una alternativa a los sistemas parlamentarios para administrar gobiernos republicanos.

## En la Unión Soviética
Como se describe en el Tratado de Creación de la URSS y la Declaración sobre la Creación de la URSS, y sucesivamente en la Constitución de la Unión Soviética de 1924 y la Constitución de la Unión Soviética de 1936, los sóviets fueron la base del gobierno en la URSS. Los sóviets de fábrica y de aldea enviaban delegados a los sóviets de ciudad y, a su vez, el soviet de ciudad enviaba delegados al soviet regional, los sóviets de ciudad y región elegían delegados al soviet provincial, los sóviets provinciales enviaban delegados al soviet de la república constituyente y los sóviets de las Repúblicas de la Unión Soviética enviaban delegados al Congreso de los Sóviets de la Unión Soviética. A partir de 1936, la elección de los delegados de la pirámide se hizo directa con la creación de los Sóviets Supremos.
Las elecciones de delegados se hacían a mano alzada en reuniones abiertas de fábrica y de pueblo, o en reuniones de las bases del ejército. Cualquier candidato era conocido personalmente por los electores, y sus calificaciones podían discutirse inmediatamente frente a él. Una vez elegidos, los delegados podían "retirarse" si dejaban de representar las opiniones de su electorado. Como este electorado era una entidad real, siempre existente y discutiendo política día a día, tenía una opinión pública viva y cambiante. Por lo tanto, la voluntad de su 'circunscripción' podría ser fácil, inequívoca y efectiva para el delegado; y le resultaba igualmente fácil informar a sus electores.

—Holme, "Los soviéticos y Nosotros Mismos: Dos Mancomunidades"
Los electores locales dentro de los sóviets de fábricas y aldeas compilaban una lista de lo que querían que hiciera el gobierno, y el papel de los delegados electos era llevar a cabo las tareas asignadas. Los delegados insatisfactorios pueden ser destituidos por decisión mayoritaria del electorado: en los años 30, quince delegados fueron destituidos en  el plazo de cuatro años solo en Moscú. Había muy pocos trabajadores administrativos o funcionarios estatales a tiempo completo; en cambio, muchos ciudadanos participarían en el funcionamiento diario del gobierno. En la década de 1940, se estimó que en un momento dado había más de un millón de personas participando en el funcionamiento de los sóviets.

Cada soviet tenía una variedad de comités, paralelos a los departamentos gubernamentales en la URSS en su conjunto: los empleados públicos ayudaban, asesoraban y dirigían sus comités relevantes; por ejemplo, los maestros estarían en las secciones de educación y los médicos en las secciones de atención médica:
Un factor importante que hace que los comités permanentes sean un escenario más probable para la participación de los diputados en el trabajo del soviet es su tamaño más pequeño [...] en 1985, casi 2 millones de diputados eran miembros de uno u otro comité permanente, alrededor del 80 por ciento de todos los diputados. Además, los diputados son asistidos en su trabajo por voluntarios no remunerados (aktiv) con un interés particular o experiencia en los temas ante el comité.

— Hahn, "Bases Soviéticas: Participación Ciudadana en el Gobierno Local Soviético"
Las Repúblicas de la Unión Soviética, las provincias y los sóviets de ciudades tenían jurisdicción para administrar su propia industria, realizar censos, emplear más médicos, maestros y enfermeras, construir escuelas, bibliotecas y hospitales siempre que no entrase en conflicto directo con la política nacional. Más de la mitad de los ingresos de las Repúblicas de la Unión Soviética se destinaba a subvenciones locales, y a los sóviets locales se les permitió en gran medida determinar cómo se gastaba su presupuesto.
Basado en la visión bolchevique del estado, la palabra soviet amplió su significado a cualquier organismo general que obtuviera la autoridad de un grupo de sóviets. En este sentido, los sóviets individuales se convirtieron en parte de una estructura federal: los órganos gubernamentales comunistas a nivel local y republicano se denominaron "sóviets", y en la parte superior de la jerarquía, el Congreso de los sóviets se convirtió en el núcleo nominal del gobierno de la Unión de Repúblicas Socialistas Soviéticas (URSS), formada oficialmente en diciembre de 1922. Las sucesivas Constituciones Soviéticas reconocieron el papel rector del Partido Comunista en la política, la Constitución de 1936 lo consideró el "núcleo dirigente de todas las organizaciones de trabajadores, sean públicas o estatales". Los sóviets se estructuraron como los instrumentos a través de los cuales el Partido gobernaba el país. Así, los órganos del Partido Comunista (siendo el más alto el Comité Central) tomaba decisiones sobre la política estatal, mientras que los sóviets actuaban como un sistema para la aprobación pública de la implementación del programa del Partido.
Posteriormente, en la URSS, los órganos de gobierno local se denominaron soviet con un adjetivo que indicaba el nivel administrativo, abreviado habitualmente: gorsoviet (gorodskoy sovyet: soviet de ciudad), rayosoviet/raisoviet' (rayonny sovyet: soviet del raión), selsoviet (sel'sky sovyet: soviet rural), possoviet (poselkovy sovyet: soviet de asentamiento). En la práctica, los diputados de un soviet a menudo trabajaban en comités permanentes y realizaban funciones con la ayuda de voluntarios no remunerados (aktiv - ruso: актив).

## Sóviets fuera de Rusia

### Polonia

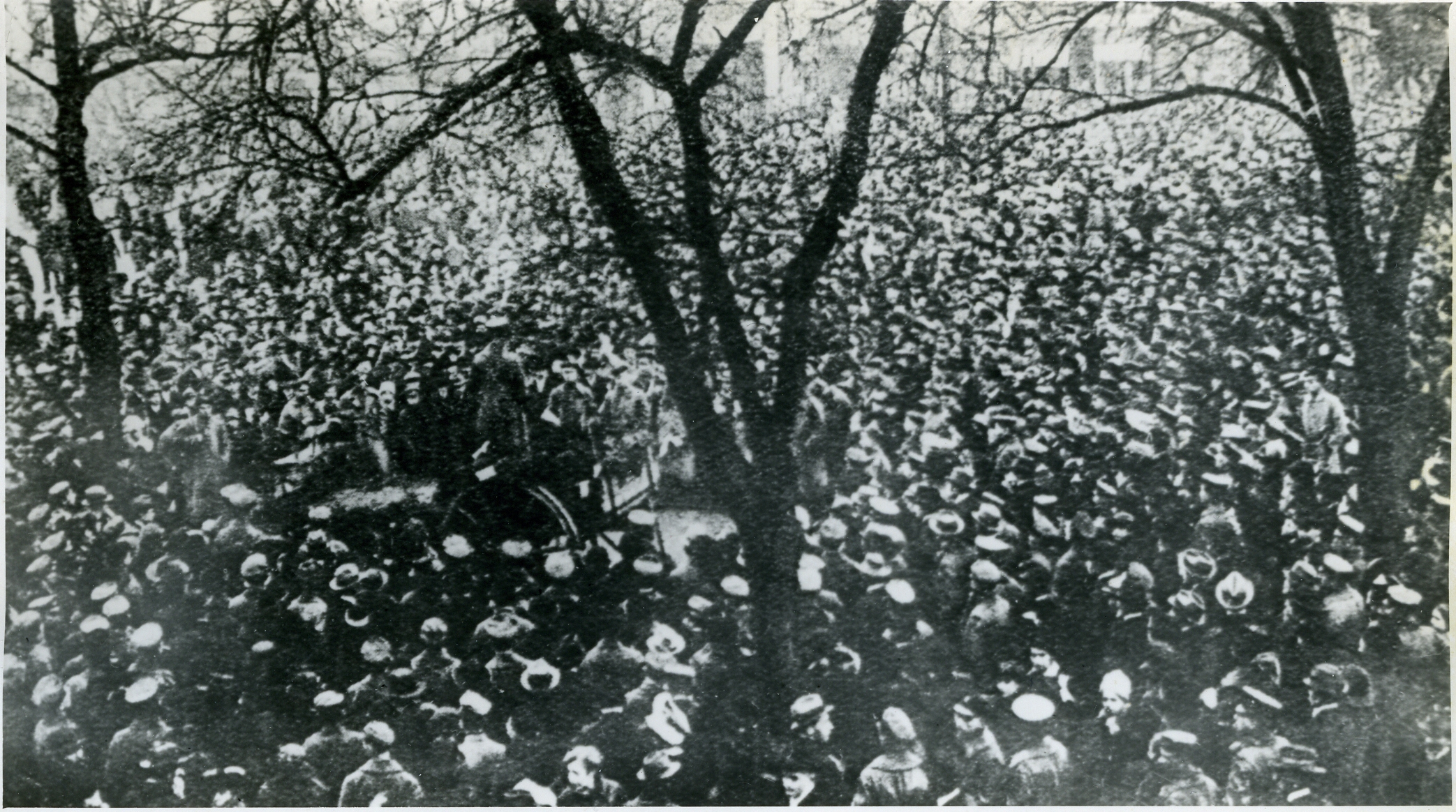
Soldados y trabajadores polacos eligiendo un consejo en Poznan, noviembre de 1918

Los consejos de trabajadores, conocidos como rady delegatów robotniczych (consejos de delegados de trabajadores) o simplemente rady robotnicze (consejos de trabajadores), se formaron en Polonia en varios momentos a lo largo del siglo XX. Los primeros ejemplos conocidos ocurrieron durante la Revolución en el Reino de Polonia (1905-1907), parte de la Revolución Rusa de 1905, en la que los trabajadores en el Zarato de Polonia tomaron el control de las fábricas y, a veces, incluso de pueblos enteros hasta que las autoridades zaristas sofocaron la rebelión utilizando la policía y el ejército. efectivo; junto con Rusia Central y Letonia, el Zarato de Polonia fue uno de los centros más activos de la revolución de 1905.
En 1918, los sóviets comenzaron a aparecer por toda Polonia, que estaba recuperando la independencia después de 123 años de dominio colonial. Más de 100 consejos de trabajadores operaron en los años 1918-1919, reuniendo a alrededor de 500.000 trabajadores y campesinos. Los consejos más numerosos y radicales estaban ubicados en Kraśnik, Lublin, Płock, Varsovia, Zamość y Zagłębie Dąbrowskie. Aunque algunos de los rady lograron formar unidades de autodefensa, los consejos fueron desmantelados en julio de 1919, principalmente debido a la represión por parte del gobierno polaco y la retirada del apoyo del reformista Partido Socialista Polaco.
Los rady robotnicze también aparecieron después de la Segunda Guerra Mundial 1944-1947, en la República Popular de Polonia durante las Protestas de Poznań de 1956 y el Octubre Polaco de 1970, así como los comités y consejos de huelga de 1980-1981.

### Alemania
A raíz de la Primera Guerra Mundial, los socialdemócratas tomaron el poder en Baviera y establecieron un "Estado del Pueblo" bajo el liderazgo de Kurt Eisner, un popular escritor judío. Eisner, una figura excéntrica y muy conocida en Múnich, logró llevar a cabo un golpe incruento con unos cientos de hombres el 7 de noviembre de 1918, ocupando la sede del parlamento y el gobierno, y proclamando una república. Fue asesinado tres meses después, después de lo cual los trabajadores bávaros establecieron una república soviética de corta duración.
El 1 de mayo de 1919, el ejército alemán, junto con los Freikorps bávaros locales, derrocó a la naciente república, masacrando a varios cientos de personas en el proceso, incluidas muchas no comunistas. Posteriormente se restauró un gobierno socialdemócrata, sin embargo, el poder político pasó a la derecha bávara.
La agitación política de la Baviera de la posguerra fue también el trampolín político de la carrera política de Hitler. Hitler, habiendo regresado a Múnich a fines de noviembre de 1918, detestaba el estado soviético (explicó su aversión hacia él en su obra autobiográfica, Mi Lucha, donde también afirmó que una vez evitó por poco ser arrestado por el estado). Después de la caída de la administración soviética en Baviera, Hitler comenzó su "primera actividad más o menos política", informando a una comisión militar sobre los involucrados en el estado soviético de corta duración. Este trabajo podría haber asegurado su futuro empleo en la Reichswehr de Múnich como un "oficial educativo" cuya tarea era combatir ideas "peligrosas" como el comunismo, el pacifismo y la democracia, entre las filas del ejército (muchos soldados habían tomado parte en la Revolución de Noviembre, de hecho fue iniciada por marineros alemanes).

### Cuba
En la República de Cuba en el batey del Central Azucarero Mabay, en el municipio de Bayamo, de la entonces provincia de Oriente y actual Arquímedes Colina a solo 19 km de la ciudad de Bayamo, municipio del mismo nombre y capital de la provincia Granma, se instaura desde mediado de los años 50 del siglo XX el Soviet de Mabay como representación de la unidad obrera para luchar por su reivindicación, constituye una de las tradiciones históricas de aquellos obreros de la industria azucarera y todavía existe esta organización.
Este núcleo rural que pertenece a la llanura fluvial del Cauto surge como asentamiento independiente a partir del año 1918 con la construcción del ingenio azucarero «El Carmen», que luego se le denomina «Mabay» y en la actualidad lleva el nombre del mártir del movimiento 26 de Julio Arquímedes Colina Antúnez, revolucionario procedente de este poblado que participa en la última etapa de la guerra civil cubana desde la Sierra Maestra.
Esta forma de organización que se adopta desde el 13 de septiembre de 1933 constituye un ensayo de gobierno popular con obreros, campesinos y militares tras el derrocamiento del régimen pronorteamericano de Gerardo Machado. Este es el más organizado y fecundo intento del Partido Comunista que idea y lidera el brote popular en la zona oriental de Cuba, y lo denomina como soviet.
Ante la maniobra norteamericana para reducir el precio del azúcar y disminuir drásticamente los salarios que provocan el consecuente descontento de los obreros del sector, en agosto de 1933 las organizaciones revolucionarias efectuaron una gran reunión en el batey del central «Mabay», donde se conforma un Comité de Huelga y las Comisiones de Auxilio con el fin de abastecer de alimentos a los huelguistas y encargarse de mantener el orden.
El 13 de septiembre de 1933, después de una infructuosa discusión con la dirección obrera, el auditor de este central azucarero se ve obligado a entregar las llaves de esta fábrica al Comité de Huelga, el cual toma su control; mientras que la dirección regional del Partido Comunista, radicada en la ciudad de Manzanillo, orienta constituir el Soviet mediante una gran asamblea con los trabajadores agrícolas, pequeños colonos, los huelguistas acompañados de sus familiares y los soldados de la Guardia Rural de la comarca del poblado de Mabay. Al acto asisten Paquito Rosales y otros dirigentes del Comité Distrital del Partido Comunista radicado en Manzanillo, en el cual se informa sobre el contenido e importancia de esa forma de gobierno. Por su parte, Rogelio Recio Martínez, dirigente principal del levantamiento, rememora años después que la bandera roja del proletariado fue izada en la torre más alta del central productor de azúcar de caña y, las comisiones de comunistas divulgan a toda la provincia oriental las medidas adoptadas, factor que permite crear gobiernos similares en poblados como Julia y Veguitas más al suroeste de Mabay.
Como resultado de estas acciones el central azucarero de Mabay se declara propiedad colectiva, en tanto, la refinería, las colonias y las fincas ganaderas corren el mismo fin. Además, se crea una comisión para discutir los planteamientos obreros con la compañía dueña de la esta industria, se disuelve la Comisión de Estaca para organizar militarmente la defensa obrero-campesina mediante la llamada Guardia Roja, se reparten tierras a los desposeídos y se establece un asentamiento poblacional en el barrio María Luisa. Además, se logra la reorganización de la Comisión de Auxilio que es la encargada del abastecimiento de víveres y alimentos; se emitieron boletines y volantes con propaganda política y realizan obras de saneamiento en el poblado.
Todas las gestiones del Comité de Huelga en pos de las demandas obreras son apoyadas por Antonio Guiteras Holmes, entonces secretario de Gobernación y finalmente, la Compañía acepta la jornada de ocho horas, el salario mínimo y el pago en efectivo, la legalización del sindicato, el control obrero sobre la designación del personal -excepto el administrativo- y reconoce la ocupación de la tierra; así como la repartición de parcelas en las cercanías a esta industria. Sin embargo, a pesar de los pasos positivos dados en toda el área del central azucarero y las regiones vecinas, el proceso queda detenido y solo se circunscribe a ella porque en las demás provincias de Cuba no existen las condiciones objetivas que favorecen a la organización masiva y a la creación de un verdadero gobierno popular.